# 普淜水库
普淜水库是中国云南省大理白族自治州祥云县境内的一座水库，位于普昌河上，建于1971年。水库正常库容为1992万立方米，集雨面积为149平方千米，海拔为2050.2米。